# Берецький заказник
Бере́цький зака́зник — ботанічний заказник місцевого значення в Україні. Об'єкт природно-заповідного фонду Харківської області. 
Розташований на території Лозівського району Харківської області, на північ від села Берека. 
Площа 74,7 га. Статус присвоєно згідно з рішенням облради від 17.11.1998 року. Перебуває у віданні: Лозівська районна державна адміністрація. 
Статус присвоєно для збереження природного комплексу у верхів'ях річки Берека. Тут є байрачні ліси, трапляються степові, лучні та водно-болотні угруповання. Зростають рідкісні рослини — ковила Лессінга (Зелена книга України, Червона книга України) і два види, занесені до Червоних списків Харківщини.

## Галерея

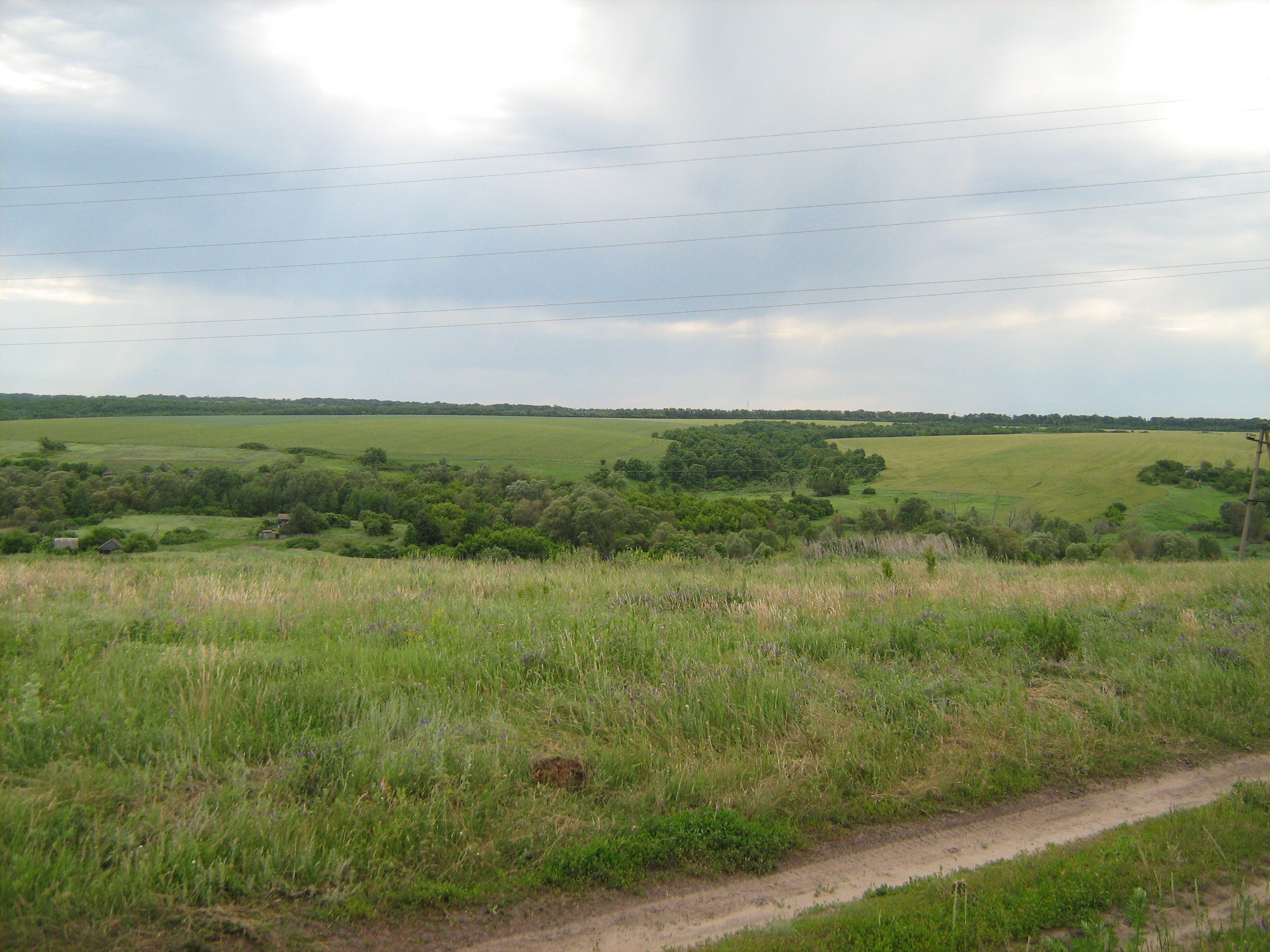
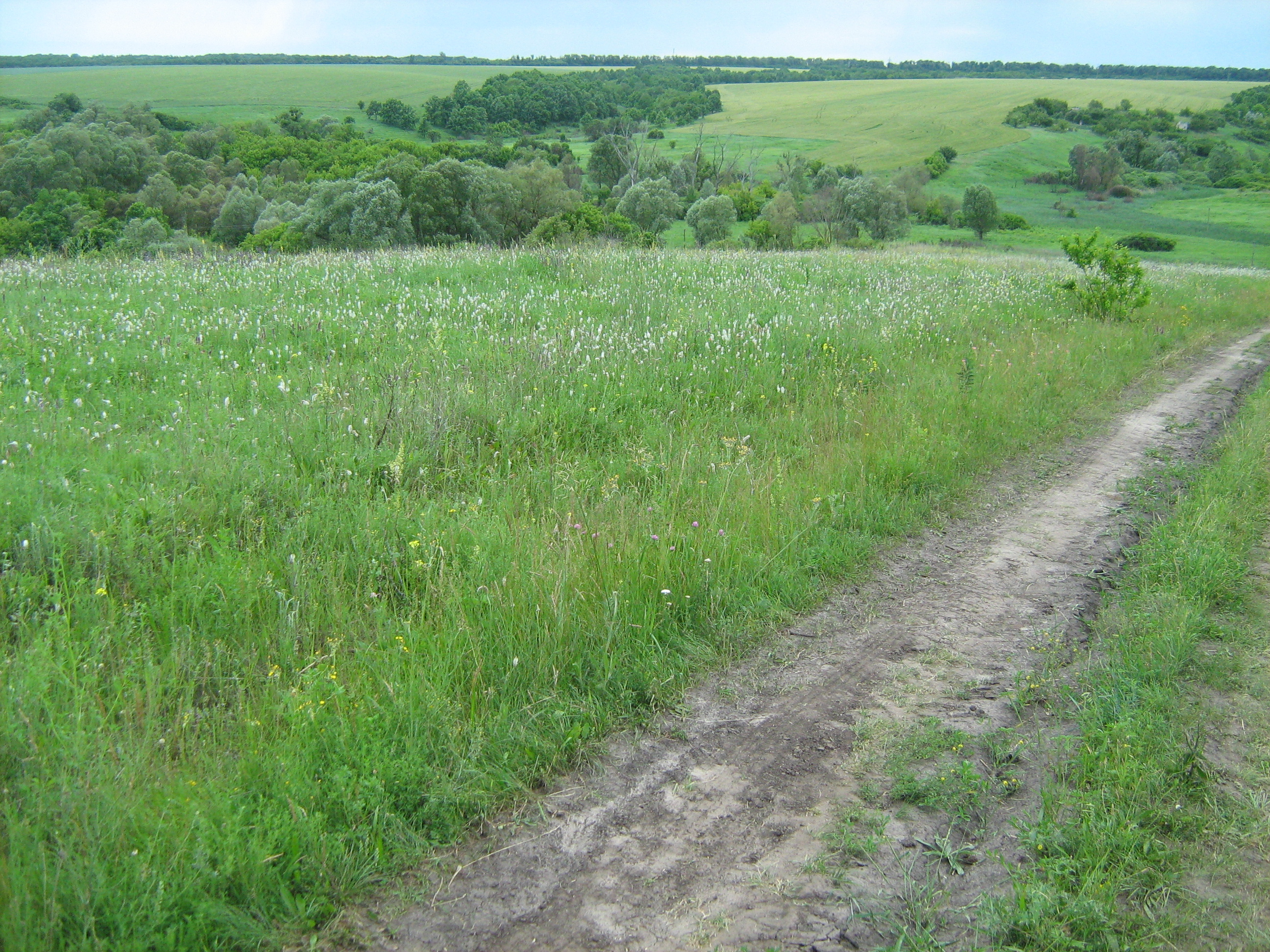
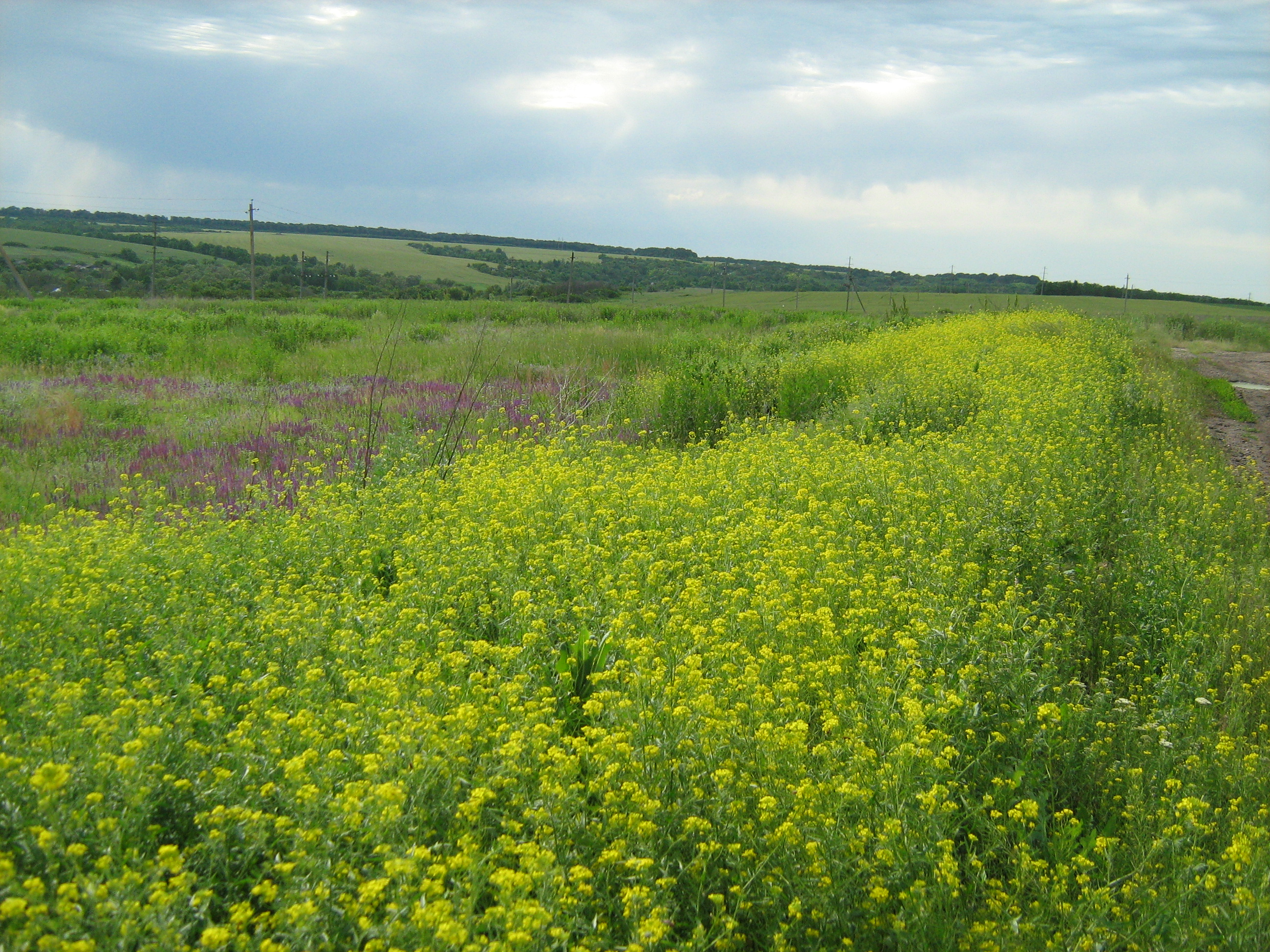